# Milo Barus
Milo Barus (bürgerlicher Name Emil Bahr) (* 27. Februar 1906 in Alt Rothwasser, Österreichisch-Schlesien; † 1. Oktober 1977 in Altötting, Oberbayern) war Schwerathlet, Kraftmensch, Kraftakrobat und trug den Titel „Stärkster Mann der Welt“.

## Biographie
Emil Bahr wurde als Sohn eines Staatsbahnangestellten im böhmischen Alt Rothwasser geboren und wuchs in Weidenau auf. Schon als Lehrling in einer Mühle konnte er alleine Lasten heben, bei denen sonst mindestens zwei ausgewachsene Gesellen gemeinsam zugreifen mussten. Nach der Lehre als Müller ging er auf Wanderschaft, wurde im österreichischen Kundl Mitglied eines Athletikvereins und trainierte Gewichtheben und Ringen. Wieder zurück in Weidenau begann er als Achtzehnjähriger erstmals öffentlich als Kraftsportler aufzutreten und erreichte im damals üblichen olympischen Gewichtheber-Dreikampf (einarmiges Reißen und Stoßen sowie beidarmiges Stoßen) 280 Kilogramm.

### Zeit als Berufsringer und Soldat
In Freundschaftskämpfen mit den besten Sportlern der Athletikvereine in Böhmen und Nordmähren war er im Gewichtheben und Ringen so erfolgreich, dass im März 1925 der englische Weltmeister der Berufsringer Joseph Robinson den jungen Schwerathleten besuchte und dessen Trainingsleistungen begutachtete. Bei dieser Gelegenheit steigerte Emil Bahr sein Dreikampfergebnis auf 305 Kilogramm und blieb nur 10 Kilogramm unter der Dreikampfleistung von Charles Rigoulot, mit der dieser 1924 im Halbschwergewicht Olympiasieger geworden war. Robinson schloss einen Profivertrag mit Bahr ab, welcher danach 1925 und 1926 als Berufsringer bei offenen internationalen Landesmeisterschaften in Jugoslawien, Ungarn, Rumänien und Italien antrat und erste Preise und Meistertitel sammelte. Bei den mitteleuropäischen Meisterschaften der Berufsringer 1926 in Prag qualifizierte er sich für den Finalkampf, der im klassischen Freistil ausgeschrieben war. Während des Kampfes fiel sein Gegner nach einem Kopfzug unglücklich und brach sich die Wirbelsäule. Als gefeierter Sieger erhielt Emil Bahr den Goldenen Gürtel von Prag, verzichtete aber auf diese Auszeichnung, als er kurz danach vom Tod seines Gegners erfuhr.
Im Oktober 1926 wurde Emil Bahr zum zweijährigen Wehrdienst in die tschechoslowakische Armee eingezogen und beendete den Vertrag als Berufsringer. Während des Militärdienstes fand er bei Soldaten und Offizieren besondere Beachtung und Anerkennung durch seine Körperkraft, die er in einigen Vorführungen demonstrieren durfte. Deshalb plante er, nach dem Militärdienst als professioneller Kraftakrobat aufzutreten, und begann ein Programm artistischer Kraftakte zu entwickeln. Dabei orientierte er sich an Attraktionen berühmter Kraftmenschen, wie John Grün, Paul Bahn, Emil Naucke oder Paul Trappen.

### Karriere als Kraftakrobat und stärkster Mann der Welt
Nach dem Militärdienst wurde Emil Bahr 1928 Mitglied der Internationalen Artisten-Loge (IAL) und trat im Gedenken an John Grün zuerst in Luxemburg und der angrenzenden belgischen Provinz Luxemburg als Kraftakrobat auf. Außerdem legte er sich den Künstlernamen Milo Barus zu, den er 1929 von der IAL bestätigen und rechtlich schützen ließ. Den Künstlernamen hatte er vom Namen des Milo von Kroton, einem Athleten des antiken Griechenlands und Olympiasiegers aus dem Jahr 540 v. Chr., und seinem Familiennamen Bahr abgeleitet. Erste Engagements unter dem neuen Künstlernamen waren äußerst erfolgreich, so dass er eine Einladung zur Weltmeisterschaft der stärksten Männer der Welt am 15. März 1930 in Paris erhielt. Unter den mehr als 40 internationalen Konkurrenten im Cirque Medrano waren auch die zwei französischen Favoriten und Olympiasieger Ernest Cadine und Charles Rigoulot. Der Wettkampf dauerte drei Tage. Dabei errang Milo Barus den Titel Stärkster Mann der Welt und „Weltmeister im Lastentragen“. Den Weltmeistertitel verteidigte er danach 1931 in London, wo er im Bertram Mills Circus als Kraftakrobat im Olympia auftrat. Auch 1932 in Kalkutta, 1933 in Kairo, 1934 in Buenos Aires und 1935 in New York wurde er Weltmeister. In den USA engagierte ihn der Ringling Bros. and Barnum & Bailey Circus. „Eine einzigartige Attraktion im Programm von Milo Barus war das Ersteigen von siebzehn Stufen einer Treppenleiter mit einem sieben Zentner schweren Pferd auf dem Rücken.“ Allerdings erlitt er im November 1935 in der Manege einen Unfall. Nach einem achtwöchigen Aufenthalt in New Yorker Krankenhäusern kehrte er gesundheitlich angeschlagen von seiner fünfjährigen Welttournee nach Europa zurück.

### Vorläufiges Karriereende im Widerstand
Als Stärkster Mann der Welt hatte er Pferde getragen, Stiere zu Boden gerungen, Telefonbücher zerrissen, beladene Möbelwagen mit den Zähnen gezogen oder Straßenbahnen aus den Schienen gehoben. Die früheren artistischen Leistungen halfen ihm in der böhmischen Heimat aber nicht weiter. Unter dem Eindruck der zunehmenden nationalsozialistischen Übergriffe schloss sich Emil Bahr eingedenk seiner IAL-Mitgliedschaft einer deutsch-tschechischen Widerstandsgruppe an, die den Revolutionären Sozialisten um Siegfried Aufhäuser nahestand. Er beteiligte sich am Aufbau grenzübergreifender, antifaschistischer Verbindungen und an Aktionen gegen Henleins Sudetendeutsche Partei. Am 19. Mai 1936 wurde er nach einem Grenzübertritt von der Gestapo verhaftet. In einer eidesstattlichen Erklärung, die Milo Barus 1976 kurz vor seinem Tod abgab, versicherte er: „Die Umstände in Deutschland veranlassten mich, der tschechischen Widerstandsbewegung von Julius Fučík beizutreten. Wir wurden bei Widerstandsaktionen zur Olympiade 1936 mit 16 Gesinnungsgenossen verhaftet und beim Volksgerichtshof 3. Senat, Dr. Springemann, wegen Hochverrats zu fünf Jahren Zuchthaus verurteilt.“ Bis 1941 war Emil Bahr in den Zuchthäusern Berlin-Moabit, Berlin-Plötzensee, Brandenburg-Görden und Gollnow/Pommern inhaftiert. Nach der Haftentlassung in die böhmische Heimat wurde er dort für drei Jahre unter Polizeiaufsicht gestellt und zur Zwangsarbeit im Steinbruch verpflichtet. In der Gegend von Weidenau-Jauernig-Ottmachau gab es seit 1872 Granitsteinbrüche, in denen während des Zweiten Weltkriegs auch sowjetische Kriegsgefangene und polnische Zwangsarbeiter beschäftigt wurden. 1945 beteiligte sich Emil Bahr an der Befreiung polnischer Zwangsarbeiter. Als Antifaschist wurde er 1945 von der sowjetischen Besatzungsmacht in Weidenau als Polizist eingesetzt. Allerdings fiel er als Sudetendeutscher auch selbst unter die Beneš-Dekrete und musste mit seiner Ehefrau, die er 1941 kurz nach der Haftentlassung kennengelernt hatte, die Tschechoslowakei verlassen. Mit einem der letzten Deportationszüge für Vertriebene fuhren sie nach Bayern.

### Neubeginn nach dem Krieg
In Bayern bereitete sich Emil Bahr 1947 durch hartes, intensives Krafttraining wieder auf seine Artistenrolle als Milo Barus vor. Sein Nachkriegsdebüt gab er im Zirkus Krone. Nach Auftritten in verschiedenen Zirkussen ging er bis 1949 mit seinem Programm Olympia-Sportschau auf Tour durch Bayern, Württemberg und Baden. Im Mai 1950 zog er mit seinem Zirkusprogramm nach Schweden. Dieser Ausflug endete unglücklich in Ystad, wo im September 1950 der Zirkus Milo Barus durch Feuer zerstört wurde. Völlig mittellos musste er sich als Hilfsarbeiter im Malmöer Zementwerk das notwendige Geld für die Rückfahrt nach Deutschland verdienen. 1951 trat Milo Barus mit seinen Kraftakten in kleineren, vom Krieg verschonten Orten in Niedersachsen auf, u. a. im „Haus Riefe“ in Stollhamm und im „Reitlander Hof“ in Reitland. Bevor er richtig Fuß fassen konnte, erreichte ihn der Haftbefehl eines Münchner Gerichts. Die bayerische Justiz verfolgte ihn wegen seiner Tätigkeit als Polizist in Weidenau, wo er sich an der Enteignung einiger Nazigrößen beteiligt hatte. Mit Hilfe eines dänischen Rechtsanwalts erreichte er, dass der Haftbefehl 1952 annulliert wurde. Allerdings sah er sich während der Adenauer-Ära nicht mehr sicher vor Verfolgungen durch die NS-belastete Justiz in Westdeutschland. Mit einem kleinen Lastwagen voller Requisiten fuhr er im Dezember 1951 über die Zonengrenze bei Rotheul von Bayern nach Thüringen. Nach kurzer Einvernahme und Überprüfung seiner Angaben durch die Volkspolizei wurde ihm in Sonneberg die Unterkunft in einem Gasthaus zugewiesen.
In Sonneberg begann er als Milo Barus nochmals von vorne mit einem neu aufgelegten Programm. Zuerst konnte ihn das Publikum im „Sonneberger Gesellschaftshaus“, in dem er schon 1947 auf einer Tournee durch Oberfranken mehrere Auftritte hatte, und in vielen Orten im Landkreis Sonneberg bei häufigen Vorstellungen bestaunen. Die Einwohner der unmittelbaren Umgebung feierten ihn. Danach bereiste er weiter entfernte Städte und Dörfer in Südthüringen und wurde sehr schnell in der DDR bekannt. 1953 wurde er als Kraftakrobat vom Zirkus Aeros engagiert, wo die Besucher seine unglaublichen Kraftvorführungen im Zirkusprogramm begutachteten und ihn mit großem Applaus belohnten.

### Ende des Artistenlebens als Thüringer Gastwirt

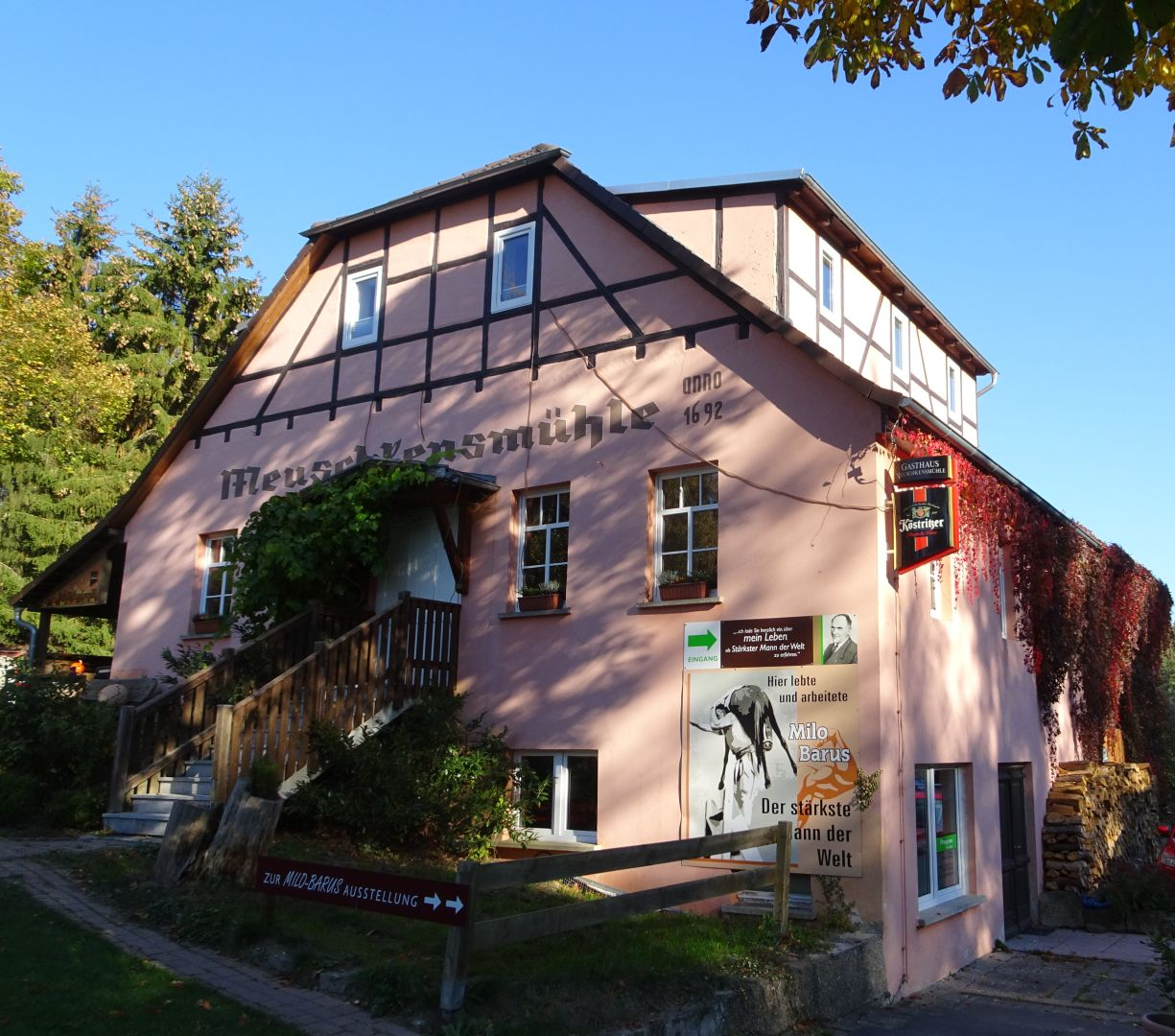
Meuschkensmühle mit Hinweis zur Ausstellung über Milo Barus

Emil Bahr bewarb sich 1953 ohne Erfolg um die Bewirtschaftung des Sonneberger Schlossbergs, ein repräsentatives städtisches Ausflugs-, Veranstaltungs- und Tanzlokal. Wegen seines unsteten Artistenlebens, das er vorläufig auch noch nicht beenden wollte, erschien er der Stadtverwaltung als ungeeignet, die Führung dieser aufwändig renovierten und vor der Neueröffnung stehenden Einrichtung zu übernehmen. Daher zog Bahr nach Stadtroda um, wo er mit seiner Frau das Gasthaus „Klosterbräu-Stübl“ übernahm. Ab 1956 war er Wirt der „Meuschkensmühle“ im Eisenberger Mühltal bei Weißenborn. Er trat weiterhin in vielen Orten der DDR, vorwiegend in Thüringen, als Milo Barus auf, bis er 1963 einen Herzinfarkt erlitt. Danach gab es keine öffentlichen Auftritte mehr, außer gelegentliche, kleinere Vorführungen in geschlossener Gesellschaft. Gegen Ende seines Lebens musste Emil Bahr aus gesundheitlichen Gründen das Gasthaus in Thüringen aufgeben. Er zog 1976 nach Mühldorf am Inn um, in die Nähe der Verwandtschaft seiner fünf Jahre jüngeren Ehefrau. Das Ehepaar war kinderlos geblieben und hatte in der DDR keine Familienangehörigen. In seinem letzten Lebensjahr erlitt er mehrere Infarkte. Schwer behindert verstarb Milo Barus ein Jahr nach der Ausreise aus der DDR im Krankenhaus in Altötting. Seine Frau Martha, die ihm seit 1947 bei seinen Vorstellungen assistiert hatte, verstarb zwölf Jahre nach ihm.

## Nachleben

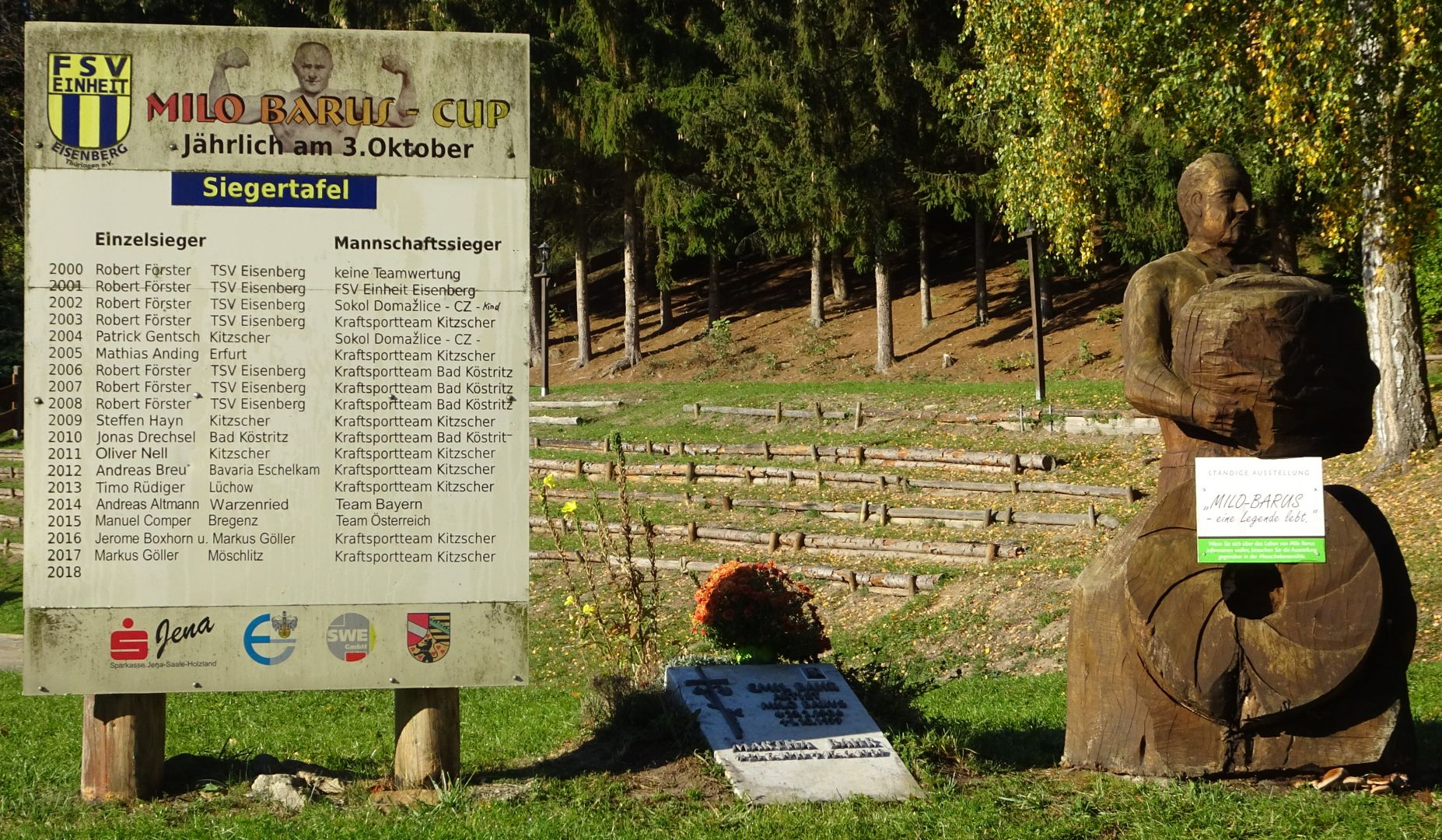
Milo-Barus-Denkmal und Infotafel zum Milo-Barus-Cup an der Meuschkensmühle

Vor seiner Ausreise aus der DDR 1976 überließ Milo Barus seine Requisiten dem mit ihm befreundeten Roland Weise (verstorben am 19. Juni 2013), die dieser später im  Internationalen Artistenmuseum  (2014 geschlossen) ausstellte. Nach Schließung dieses Museums übernahm das Mühltalmuseum des Eisenberger Mühltals die Milo Barus gewidmeten Gegenstände und Dokumente. In der Meuschkensmühle sowie in der Naupoldsmühle befinden sich Fotos seiner legendären Kraftakte.
Im Eisenberger Mühltal wird jährlich am 3. Oktober am Fuße seines ehemaligen Wohnhauses, der Gaststätte „Milos Waldhaus“, der „Milo-Barus-Cup“ als Kraftsportwettkampf veranstaltet.
1983 wurde ein Spielfilm über sein Leben mit dem Titel „Milo Barus, der stärkste Mann der Welt“ gedreht. Die Filmregie führte Henning Stegmüller und die Hauptrolle des Milo Barus spielte Günter Lamprecht.
In Stadtroda, wo Milo Barus ab 1953 für einige Zeit wohnte, trägt die staatliche Grundschule ihm zu Ehren seinen Namen.